# Älgskogen
Älgskogen är en herrgård som ligger i Örebro kommun. Den är belägen c:a 5 km väster om Örebro centrum, och någon km väster om Karlslunds herrgård. Tidigare låg den i Längbro landskommun.
Älgskogen stavades förr Äleskogh, Ehleskogen eller Ällskogen. Waldén anger att namnet betyder "skogen med alar".
Egendomen omtalades i skrift för första gången 1554, då "Niels i Äleskogh" omtalas. År 1652 donerades Älgskogen till rikskanslern Magnus Gabriel de la Gardie, som året därpå sålde egendomen till Casten Otter. Denne var faktor för Örebro gevärsfaktori, och anlade troligen Älgskogens hammare. Vid reduktionen indrogs gården till Kronan.
Nuvarande mangårdsbyggnad är uppförd på 1880-talet av handlanden Reinh. Kling, och innehåller 10 rum. Egendomen omfattar 129 ha, varav 100 ha åker och 29 ha skog.